# 鯉津栄之助
『鯉津栄之助』（こいつえいのすけ）は、上方落語の演目。別題として『鯉津栄』（こいつえい）、『濃茶栄之助』（こいちゃえいのすけ）。江戸落語（東京）では『こび茶』（こびちゃ）の題で演じられる。上方では道中噺『東の旅』（本題『伊勢参宮神乃賑』）に組み込む演じ方もある。
言葉の禁令が出た中でうっかり口にした言い訳をする内容。原話は、安永4年（1775年）に出版された笑話本『聞童子』の一編である「はやり」。

## あらすじ
※以下、宇井無愁『落語の根多 笑辞典』掲載のあらすじに準拠する。
ある殿様が家臣を呼んで「家中で『こいつはいい』という武士にあるまじきいやしい言葉を使う者がおるという」と問いただす。すると家臣は「実は当家に仕官したいという鯉津栄之助なる者がたびたび重役のところに参るのを、家中の者が聞き伝えまして、『鯉津栄之助』『鯉津栄』『こいつええ』と噂をしていたのでございます。上様はそれをお聞き違えかと」と釈明する。すると殿様「うーむ、こいつはいい」。

## バリエーション
江戸落語の『こび茶』では、町奉行が「こいつはいい」という言葉の禁令を出して、紺屋の職人がつい近くを通った女性を「こいつはいい」と口にしたのを隠密に見つかって取り調べを受け、その席で「自分はこび茶をうまく染めたいと思っていたところ、あのとき通りがかったご婦人は身につけているものがみなきれいに染まったこび茶色だったので、『こび茶はいい』と申したのでございます」と釈明して奉行が「こいつはいい」という形である。